# Arja Kajermo
Arja Kajermo, née en 1949 à Kiuruvesi, dans le nord de la Savonie (Finlande), est une dessinatrice et romancière finlandaise, élevée en Suède et résidant en Irlande.

## Biographie
Arja Kajermo est née à Kiuruvesi, où sa famille possédait une petite ferme. Ils ont déménagé à Stockholm en 1955 quand elle avait six ans. Dans les années 1970, Arja Kajermo déménage à Dublin comme jeune fille au pair.
Arja Kajermo a commencé à travailler comme dessinatrice pour le magazine In Dublin. Elle publie une bande dessinée bimensuelle pour ce magazine pendant dix ans. Sa première BD The Dirty Dublin Strip Cartoons est publiée par les éditions Poolbeg Press. Elle est composée des travaux qui paraissaient dans le magazine.
Elle réalise régulièrement des caricatures pour l'éditeur féministe Attic Press et occasionnellement pour la presse irlandaise dans : The Sunday Press (aujourd'hui disparue), The Irish Times, Image magazine et Magill. Sa BD Dublin Four est publiée dans le Sunday Tribune.
Arja Kajermo dessine également le strip Tuula paraissant dans l'édition du dimanche du quotidien suédois Dagens Nyheter.
Les vignettes de Tuula sont publiées dans un livre, En pillig sol i Särholmen (Nisses Böcker 2005). C'est un regard léger sur la vie quotidienne dans une banlieue au sud de Stockholm. Un deuxième livre, Tuula-underbar, underbetald undersköterska (Nisses Böcker, 2008), a élargi le sujet aux attentes, à la classe, à la culture, au stéréotype et au genre.
Parmi les livres illustrés par Arja Kajermo, on peut citer le livre pour enfants Address Vintergatan (Almqvist & Wiksell, 2003), Hämta kraft (UR, 2008) d’Annamaria Dahlöf dont le sujet principal traite du stress au travail et Get Through (Royal Society of Medicine, 2008) de Bruno Rushforth et Val Wass, traitant de l’évaluation des compétences cliniques du MRCGP (Membership of the Royal College of General Practitioners).
Le premier roman d'Arja Kajermo, L'Âge du fer (The Iron Age), est écrit en anglais et publié par Tramp Press en 2017. Ce roman, illustré par Susanna Kajermo Törner, est issu d'une histoire présélectionnée pour le Davy Byrne's Short Story Award en 2014. Il est en partie basé sur l'enfance de Arja Kajermo dans la Finlande et la Suède d'après-guerre. L'Âge du fer est nommé pour le prix Republic of Consciousness et fait partie de la liste longue du prix Walter-Scott (2018). Une traduction française du roman est réalisée par Véronique Béghain et publiée en 2019 par les éditions Do.